# 孙可望
孫可望（？—1660年12月21日），明清之际陕西延长人，本名可旺，小名旺兒，張獻忠義子。原為大西将领，後在云南建立政权，自称平东王，不久加入南明勢力，先后自称秦王、秦国主，最後降清，受封义王。 

## 生平
孫可望年少时参加張獻忠的饥民造反，因膂力過人，驍勇善戰，綽號“一堵牆”，深受張獻忠喜愛，與李定國、劉文秀、艾能奇皆為獻忠義子。大西政权建立后，封為平東將軍，另加监军，位列诸将之首。大顺三年（1646年），張獻忠死於西充，餘下五、六萬起義軍由孫可望與李定國繼續領導。孙可望率領大西軍數千人南走，攻克遵義、貴陽，進屯雲南，平定沙定洲之乱，降伏明黔国公沐天波和杨畏知的势力，在云南建立政权。大西军进入昆明后，孙可望被诸将推为“盟主”。孙可望称平东王，李定国为安西王，刘文秀为抚南王，艾能奇为定北王。为争取云南汉族官绅和土司的支持，废除大西国号和大顺年号，纪年暂用干支，“建国不建统，纪年不纪号”，许诺“共扶明后，恢复江山”。以杨畏知为华英殿学士兼都察院左都御史，严似祖为吏部兼礼部尚书，王应龙为工部尚书，丁序琨为户部尚书，任僎为副都御史掌都察院事，马兆羲为学院，张虎为锦衣卫。沐天波仍为黔国公。府、州、县官员也一概重新任命。
永曆三年（1649年），孫可望致書南明永曆政權，願“聯合恢剿”，與南明政權抗清，请封亲王“秦王”。永曆朝廷一方面想利用孙可望的大西军，一方面又觉得他们是贼人，犹豫不决。起初准备封孫可望为景國公，后来堵胤锡建议改封郡王“平辽王”。与此同时，控制广西的权臣陈邦傅为了制衡大顺军余部忠贞营，利用永历帝给他的空白诏书，伪诏封孙可望“秦王”。永历帝不肯将错就错，孙可望便借伪诏自称秦王。同年，孙可望政权铸“兴朝通宝”。
永曆五年（1651年），為謀封秦王，擊殺南明大學士三十人，派兵入貴川，樊一蘅病卒，所部歸孙可望，盡收南明武大定、袁韬、諸軍殘部，“凡街衢桥道，务令修葺端整，令民家家植树于门，冬夏常蔚葱可观”。永历帝遂于三月初一承认孙可望为秦王。孫可望移永曆帝於貴州安隆。1654年，孫可望斩吴贞毓等十八人。
孫可望殘暴善妒，與李定國不和。永曆六年（1652年）李定國率東路軍東出湖南隨後南下廣西，屢建戰功。孫可望恐定國威重難制，欲去其兵權。李定國被迫退入廣西。永曆八年（1654年）李定國欲联合郑成功东西夹攻广东，因郑无意出兵失利，退回广西。永曆十年（1656年）永历帝因不满孫可望的压迫，招李定国带兵勤王。李定国从安隆把永历帝接到昆明。
永曆十一年（1657年），孫可望從貴州引兵入雲南，攻李定國、刘文秀部，因部將倒戈歸李定國，孫可望大敗，率部屬亲属四百餘人降清，献上了“滇黔地图”。清廷对于孙可望极为重视，是年十二月，特旨封孙可望为义王。此後清军一路勢如破竹，永历政权在军事上的节节败退，“可望又遣人赍手书招诸将帅，言已受王封，视亲王，恩宠无比。诸将降者皆得予厚爵，非他降将比。惟定国一人不赦”。顺治十六年（1659）闰三月，有人揭发孙可望放债取利等事，被寬恕。順治十七年（1660年）西南大势已定，六月，他被迫上疏请求辞去义王封爵和册印。同年十一月二十日，病死；一說狩獵時，為清軍射殺，或者说“封为义王，寻被酖”。

## 家庭
家族世袭正白旗汉军第四叅领第六佐领、正白旗汉军第四叅领第七佐领（均系康熙八年编设），后此两佐领作为公中佐领（载《钦定八旗通志》）。
- 子孙征淇、孙征淳先后嗣爵。
- 子孙征灏袭爵时改为慕义公，袭正白旗汉军第四叅领第六佐领。其：
  - 子孙宏相，降为世袭一等轻车都尉（载《钦定八旗通志：正白旗汉军世职》）），袭正白旗汉军第四叅领第六佐领。孙儿袭一等轻车都尉、佐领孙爟。乾隆三十六年（1771年）六月，清廷决定：“孙可望子孙所有世职，嗣后不必承袭。”[9]

## 艺术形象
- 1984年电影《双雄会》，马树超饰张可旺（孙可望）。
- 2005年电视剧《长河东流》 ，卢勇饰孙敏宗（孙可望）。

## 延伸阅读
[在维基数据编辑]
 《清史稿·卷248》，出自趙爾巽《清史稿》